# مايكل سالكمان
مايكل سالكمان (بالإنجليزية: Michael Salcman )‏ من مواليد 1946 وهو شاعر وطبيب أمريكي يعيش في بالتيمور بولاية ماريلاند. 

## حياته
ولد مايكل أحد الناجين من المحرقة في بلزن، تشيكوسلوفاكيا، وجاء إلى الولايات المتحدة في عام 1949. تخرج من البرنامج المشترك في الفنون الليبرالية والتعليم الطبي في جامعة بوسطن عام 1969، وتم تدريبه في الفيزيولوجيا العصبية في المعاهد الوطنية للصحة والجراحة العصبية في جامعة كولومبيا. وكان رئيسا لجراحة المخ والأعصاب في جامعة ميريلاند من عام 1984 حتى عام 1991. وقد ألف العديد من الأوراق الطبية والعلمية. وقد ظهرت مقالاته الفنية للفنون والعلوم والفنون البصرية والدماغ في مجلة أوربانيت مثل: «مراجعة ليتل باتوكسنت وجراحة المخ والأعصاب» و «جاما» و «الخيال الإبداعي» كما شارك في بعض المواقع الإلكترونية مثل www.PEEKreview.net و www.artbrain.org كما قام بتدريس مقررات حول تاريخ الفن المعاصر في مدرسة رولاند بارك القطرية والمتحف المعاصر وفي جامعات جونز هوبكنز وتوسون، وعقد حلقات دراسية عن النظام البصري للدماغ والفن في اتحاد كوبر في نيويورك وفي كلية الفنون في ميريلاند في بالتيمور. كما وضع مقالة حول كيفية عمل الدماغ على الإنترنت لصحيفة نيويورك تايمز.
أقدم قصص سالكمان المنشورة تعود إلى عام 1963. وقد نُشرت قصائده على نطاق واسع في المجلات مثل "استعراض ألاسكا الفصلي" و"مراجعة هارفارد" و"استعراض هوبكنز" و"مراجعة هدسون" واستعراض نوتردام" و"رسائل جديدة" و"استعراض أونتاريو" و"راريتان". وكان له فيلم وثائقي الذي حاز على جائزة الإبداع. وقد تم ترشيحه ست مرات لجائزة بوشكارت، كما حصل على جائزة الويب مرة واحدة. ألف سالكمان اثنين من مجموعات الشعر كما رُشح لجائزة الشعراء في جامعة توسون في الأدب. في الآونة الأخيرة، وضعت بالتيمور قصائد سالكمان للموسيقى للملحن لورين ويتليسي (2012). وقد نشرت في العام الماضي مختاراته المشهورة على نطاق واسع من القصائد الكلاسيكية والمعاصرة على الأطباء والمرضى والمرض والشفاء و"الشعر في الطب". فازت مجموعة من قصائده "ربيع براغ وقبل وبعد"، بجائزة شعر سنكلير لعام 2015 من مطبعة شارع المساء.

## كتبه الطبيه
- حالات الطوارئ العصبية. الإصدار الأول، نيو يورك، صحيفة رافين، 1980.
- حالات الطوارئ العصبية. الإصدار الثاني، نيو يورك، صحيفة رافين، 1990.
- أورام الدماغ في علم الأعصاب، بالتيمور، ويليامز & ويلكينز، 1991.
- التقنيات الحالية في جراحة المخ والأعصاب، الطبعة الأولى، فيلادلفيا، الطب الحالي، 1993.
- التقنيات الحالية في جراحة المخ والأعصاب، الطبعة الثانية، فيلادلفيا، كيرنت مديسين / تشرشل ليفينغستون، 1996.
- التقنيات الحالية في جراحة المخ والأعصاب، الطبعة الثالثة، فيلادلفيا، كيرنت مديسين / سبرينجر-فيرلاغ، 1998.
- جراحات كيمب العصبية، مجلدين، سبرينجر-فيرلاغ، نيويورك، 2004.